# Oana Elena Golimbioschi
Oana Elena Golimbioschi (n. 21 mai 1980) este o fostă jucătoare profesionistă de tenis din România.

## Carieră
Jucătoare dreptace stabilit în Italia, Golimbioschi a început să concureze în circuitul profesionist în 1996. Ea a câștigat două titluri de simplu ITF în 1997, apoi în anul următor a ajuns pe cea mai bună poziție din cariera sa, locul 266 în clasamentul mondial.
La dublu, ea a ajuns cel mai sus pe locul 290 și a câștigat șase titluri ITF. A jucat în trei meciuri de Fed Cup pentru România ca jucătoare de dublu în 1998, singura ei victorie fiind împotriva perechii letoniene Agnese Gustmane și Līga Dekmeijere, având-o ca parteneră pe Raluca Sandu.

## Finale ITF

### Simplu (2–9)
| Rezultat     | Nr. | Data               | Turneu                      | Surprafață | Adversară             | Scor          |
| ------------ | --- | ------------------ | --------------------------- | ---------- | --------------------- | ------------- |
| Câștigătoare | 1.  | 20 aprilie1997     | Bari, Italia                | Zgură      | Germana Di Natale     | 7–5, 6–2      |
| Câștigătoare | 2.  | 27 aprilie 1997    | San Severo, Italia          | Zgură      | Olga Ivanova          | 6–3, 6–2      |
| Finalistă    | 3.  | 12 aprilie 1999    | San Severo, Italia          | Zgură      | Lina Krasnoroutskaia  | 3–6, 0–6      |
| Finalistă    | 4.  | 25 aprilie 1999    | Bari, Italia                | Zgură      | Laura Pena            | 6–2, 4–6, 1–6 |
| Finalistă    | 5.  | 28 noiembrie 1999  | Mallorca, Spania            | Zgură      | Gabriela Kučerová     | 1–6, 2–6      |
| Finalistă    | 6.  | 21 mai 2000        | Casale, Italia              | Zgură      | Stéphanie Rizzi       | 3–6, 6–7(5–7) |
| Finalistă    | 7.  | 1 octombrie 2000   | Makarska, Croația           | Zgură      | Zuzana Ondrášková     | 2–6, 2–6      |
| Finalistă    | 8.  | 28 iulie 2002      | Gardone Val Trompia, Italia | Zgură      | Dominika Nociarová    | 0–6, 3–6      |
| Finalistă    | 9.  | 30 septembrie 2002 | Ciampino, Italia            | Zgură      | Michelle Gerards      | 0–6, 4–6      |
| Finalistă    | 10. | 11 mai 2003        | Lecce, Italia               | Zgură      | Emily Stellato        | 6–4, 1–6, 3–6 |
| Finalistă    | 11. | 2 septembrie 2006  | Vittoria, Ita               | Zgură      | Anna-Giulia Remondina | 0–6, 4–6      |

### Dublu (6–12)
| Rezultat     | Nr. | Data               | Turneu                    | Suprafață    | Parteneră              | Adversare                                     | Scor                  |
| ------------ | --- | ------------------ | ------------------------- | ------------ | ---------------------- | --------------------------------------------- | --------------------- |
| Finalistă    | 1.  | 7 aprilie1997      | Galatina, Italia          | Zgură        | Laura Fodorean         | Olga Hostáková⁠(d) Zdeňka Málková⁠(d)           | 6–3, 2–6, 4–6         |
| Win          | 2.  | 5 octombrie 1997   | Lecce, Italia             | Zgură        | Katia Altilia          | Sylvie Sallaberry Audrey Wilmart              | 6–0, 6–2              |
| Finalistă    | 3.  | 26 ianuarie 1998   | Dinan, Franța             | Zgură (sală) | Tathiana Garbin⁠(d)     | Camille Pin⁠(d) Aurélie Védy⁠(d)                | retragere             |
| Finalistă    | 4.  | 29 martie 1999     | Pontevedra, Spania        | Hard         | Magda Mihalache        | Dawn Buth⁠(d) Rebecca Jensen⁠(d)                | 6–7(7), 6–7(5)        |
| Finalistă    | 5.  | 12 aprilie1999     | San Severo, Italia        | Zgură        | Mihaela Moldovan⁠(d)    | Natascha de Kramer Laura Pena⁠(d)              | 5–7, 0–6              |
| Finalistă    | 6.  | 22 aprilie 2000    | San Severo, Italia        | Zgură        | Svetlana Krivenceva⁠(d) | Debby Haak⁠(d) Lotty Seelen                    | 4–6, 3–6              |
| Finalistă    | 7.  | 20 august 2000     | Aosta, Italia             | Zgură        | Andreea Ehritt-Vanc    | Maria Elena Camerin⁠(d) Mara Santangelo⁠(d)     | 5–7, 6–4, 1–6         |
| Finalistă    | 8.  | 3 septembrie 2000  | Spoleto, Italia           | Zgură        | Andreea Ehritt-Vanc    | Maria Elena Camerin Mara Santangelo           | retragere             |
| Finalistă    | 9.  | 18 septembrie 2000 | Makarska, Croația         | Zgură        | Eszter Molnár⁠(d)       | Anouk Sterk Anouk Sinnige                     | 4–6, 6–7(2–7)         |
| Finalistă    | 10. | 16 octombrie 2000  | Chieti, İtalia            | Zgură        | Andreea Ehritt-Vanc    | Erica Krauth⁠(d) Vanesa Krauth⁠(d)              | 5–4(5), 1–4, 2–4, 1–4 |
| Finalistă    | 11. | 5 februarie 2001   | Mallorca, Spania          | Zgură        | Andreea Ehritt-Vanc    | Rosa María Andrés Rodríguez⁠(d) Dinara Safina  | 2–6, 0–6              |
| Câștigătoare | 12. | 27 mai 2001        | Casale, Italia            | Zgură        | Giulia Baldoni         | Jenny Belobrajdic Rochelle Rosenfield         | 6–1, 0–6, 6–4         |
| Câștigătoare | 13. | 25 augustt 2002    | Civitanova Marche, Italia | Zgură        | Silvia Disderi⁠(d)      | Nicole Clerico⁠(d) Irina Smirnova              | 6–3, 6–2              |
| Finalistă    | 14. | 30 septembrie 2002 | Ciampino, Italia          | Zgură        | Eszter Molnár          | Alice Canepa⁠(d) Emily Stellato⁠(d)             | 1–6, 6–4, 2–6         |
| Finalistă    | 15. | 31 martie 2003     | Napoli, Italia            | Zgură        | Eszter Molnár          | Stefanie Haidner⁠(d) Vanessa Menga⁠(d)          | 6–7(6–8), 3–6         |
| Câștigătoare | 16. | 11 mai 2003        | Lecce, Italia             | Zgură        | Lenka Šnajdrová        | Sara Errani Nancy Rustignoli                  | 6–3, abandon          |
| Câștigătoare | 17. | 24 august 2003     | San Marino, Italia        | Zgură        | Aurélie Védy           | Kildine Chevalier⁠(d) Christina Zachariadou⁠(d) | 2–6, 7–6(9–7), 6–4    |
| Câștigătoare | 18. | 25 iulie 2004      | Ancona, Italia            | Zgură        | Aurélie Védy           | Nadja Pavic Aleksandra Srndovic⁠(d)            | 6–3, 6–3              |